# Naravni park Biancane, Toskana
Naravni park Biancane je naravno območje v bližini kraja Monterotondo Marittimo, v katerem se nahajajo oblike biancane, ki predstavljajo eno od številnih mest geotermalnih pojavov, zelo značilnih za pokrajino na meji med pokrajinama Pisa in Grosseto. Prisotnih je več različnih tipov geotermalnih pojavov kot so fumarole, emisije pare iz tal in druge. 
Ime izhaja iz belo obarvanih tal, ki so značilne za celotno pokrajino, in so posledica emisije vodikovega sulfida, ki povzročajo kemične reakcije z apnencem in njegovo preoblikovanje v mavec. 
Para, ki prihaja iz kamnin ima temperaturo okoli 100 °C in predstavlja 95% vodno paro,  preostanek pa ogljikov dioksid, metan, amonijak, vodikov sulfid, odgovoren za značilen vonj po gnilih jajcih, borova kislina, dušik, vodik in v manjšem obsegu tudi helij, argon, radon in drugi žlahtni plini. 
Prisotnost vodikovega sulfida je vodila tudi k razumevanju zakisanja tal in močno kemično agresivnosti nekaterih komponent geotermalne tekočine, ki povzroča dramatično beljenje tal. 
Biancane z lagunami predstavlja eno od področij strokovnega proučevanja inštitucije Parco Tecnologico Archeologico delle Colline Metallifere Grossetane.

## Značilni pojavi

### Lagone naturale
V spodnjem delu območja Biancane se nahajajo Lagone. Krater se napaja s toplo pronicajočo vodo iz hriba. Voda je vroča do vrelišča - je para, ki prihaja ven iz dna vrtine in doseže temperaturo 100-150 °C. V nekaterih primerih voda brizga navzgor odločno, dokler ne doseže nekaj deset centimetrov v višino (gejzir).

### Lagone cerchiaio
Poskuse za pridobivanje borove kisline je začel Hubert Francis Hoefer prav na Biancane, zlasti na Lagone Cerchiaio, ki je sestavni del ozemlja Biancane. 
Izraz izhaja iz lokalne besede Cerchiaio znane že v zgodnjem srednjem veku. Z uporabo vrele vode so krivili veje kostanja za obroče za sode. 
Že v času Etruščanov so ugotovili, da je borova voda učinkovita pri boleznih kože, za rane, lajšanje artritisa in mišičnih bolečin in za zdravljenje bolezni jeter in ledvic. Trenutno je borova kislina uporabljena v proizvodnji glazure za keramiko, v steklarski industriji in v farmacevtski industriji.

### Geotermalni viri
Območje Biancane je znano po prisotnosti geotermalnih vrtin, iz katerih se paro odvaja na visoki entalpiji. Para se nato prenaša in pošlje v geotermalno elektrarne za proizvodnjo električne energije (moči 10 MW), ki se nahaja na zahodni strani. Para se pošlje neposredno v turbino, nato se kondenzira in prečisti plinov. Kondenzat se ohladi in ponovno vrne v podzemlje. 
Monterotondo Marittimo je začel izkoriščati geotermalne vire na industrijski ravni leta 1916. Leta 1918 je bila zgrajena elektrarna na jezeru Boracifero moči 250 kW. Geotermalna elektrarna ENEL, ki se nahaja na Biancane sega v leto 1958 in je bil posodobljena leta 2002. Vse štiri elektrarne, ki se nahajajo na območju mesta Monterotondo Marittimo pokrijejo 70% potreb po energiji v pokrajini Grosseto prek izkoriščanja pare iz geotermalnih vrtin v območju.